# Sebastian Wasiliadis
Sebastian Wasiliadis (ur. 4 października 1997 w Auenwaldzie) – grecki piłkarz niemieckiego pochodzenia występujący na pozycji pomocnika w niemieckim klubie Arminia Bielefeld. Wychowanek VfR Aalen, w trakcie swojej kariery grał także w SC Paderborn 07.